# Palazzo di Giustizia (Ascoli Piceno)
Il Palazzo di Giustizia di Ascoli Piceno, è un palazzo situato in Piazza Serafino Orlini, sede del tribunale e della Procura della Repubblica di Ascoli Piceno.

## Storia
Fu progettato inizialmente dall'ingegner Giuseppe Gaspari Pellei del Genio Civile di Ascoli nel 1935; progetto che fu rivisto ma non stravolto su indicazione del Ministero dei Lavori Pubblici dall’architetto Emanuele Mongiovì. I lavori per la sua costruzione iniziarono nel febbraio del 1939, dopo che in un discorso alla Camera, l’onorevole Cobolli Gigli annunciò che nell’esercizio finanziario 1940-1950 era compresa la spesa per la sua costruzione.